# Henrietta (Karolina Północna)
Henrietta – jednostka osadnicza w Stanach Zjednoczonych, w stanie Karolina Północna, w hrabstwie Rutherford.